# Kurihara Yūkō

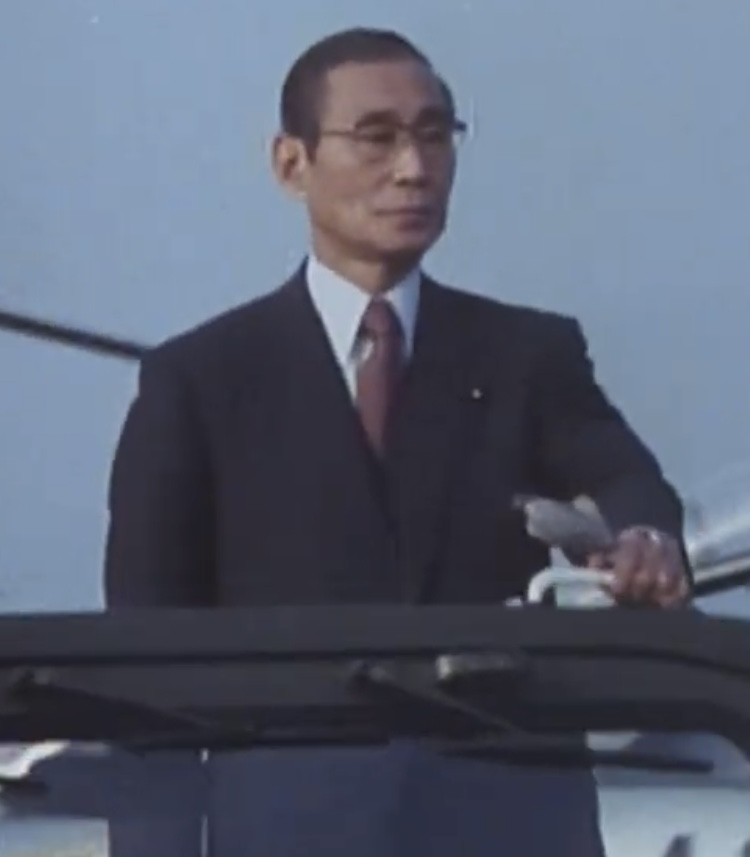
Kurihara Yūkō

Kurihara Yūkō (jap. 栗原 祐幸; * 1920; † 1. Juni 2010 in der Präfektur Shizuoka, Japan) war ein japanischer Politiker.

## Biografie
Kurihara wurde 1962 als Mitglied der Liberaldemokratischen Partei (LDP) zum Abgeordneten des Sangiin, des Oberhauses, für die Präfektur Shizuoka gewählt und 1968 bestätigt. gehörte innerhalb seiner Partei zunächst dem Kōchikai (Ōhira-→Suzuki-Faktion) an. Bei der Shūgiin-Wahl 1972 wechselte Kurihara im fünfmandatigen 2. Wahlkreis Shizuoka ins Shūgiin, das Unterhaus.
Zuerst ernannte ihn Premierminister Ōhira Masayoshi zum Arbeitsminister in seinem ersten Kabinett, dem er vom 7. Dezember 1978 bis zum 8. November 1979 angehörte.
Er wurde am 27. Dezember 1983 von Premierminister Nakasone Yasuhiro zum Staatsminister und Leiter der Verteidigungsbehörde in dessen zweite Regierung berufen. Dieses Amt bekleidete er bis zur erneuten Umbildung des Kabinetts am 1. November 1984.
Am 22. Juli 1986 übernahm er das Amt des Staatsministers und Leiter (chōkan engl. Director General) der Verteidigungsbehörde erneut im 3. Kabinett Nakasone bis zum 6. November 1987.
Kuriharas ältester Sohn Hiroyasu übernahm 1993 seinen Wahlkreis.